# Lewthwaite Strait
Der Lewthwaite Strait ist eine 4 km breite Meerenge im Archipel der Südlichen Orkneyinseln. Sie verläuft zwischen Coronation Island im Westen und Powell Island im Osten.
Der US-amerikanische Robbenfängerkapitän Nathaniel Palmer und sein britisches Pendant George Powell entdeckten den Seeweg im Dezember 1821 während ihrer gemeinsamen Erkundungsfahrt zu den Südlichen Orkneyinseln. Namensgeber ist John Lewthwaite, ein Lehrer für Navigationskunde aus London, dem Powell seine Landkarte und sein Expeditionsjournal überlassen hatte.